# Waratah (Schiff)
Die Waratah war ein Dampfschiff, das im Juli 1909 auf der Rückreise von seiner Jungfernfahrt von Durban nach Kapstadt vor der südafrikanischen Küste verschwand. Das Schicksal des Schiffes ist bis heute ungeklärt. Es wird vermutet, dass die Waratah in einem Sturm unterging. Es wurden bis heute keinerlei Überreste gefunden.
Es gab mehrfach Versuche, das Wrack zu lokalisieren. Die südafrikanische NUMA (South-Africa National Underwater and Marine Agency) berichtete 1987, das Schiff 10 km vor der Küste entdeckt zu haben, 2001 stellte sich aber heraus, dass es sich um ein anderes Schiff handelte, die Nailsea Meadow, gesunken im Zweiten Weltkrieg. Der Südafrikaner Emlyn Brown, der Leiter der NUMA, der jahrzehntelang nach dem Wrack suchte, gab 2004 auf.

## Das Schiff
Die Waratah, ein 140 Meter langes, 18 Meter breites und 9.340 BRT großes Dampfschiff, war 1908 von einer Werft in Glasgow (Schottland) gebaut worden und sollte das Flaggschiff der bekannten Blue Anchor Line werden. Die Waratah sollte als Passagier- und Frachtschiff nach Australien dienen. Das Schiff konnte mit seinen beiden Vierzylinder-Dampfmaschinen eine Höchstgeschwindigkeit von 13,5 Knoten (25 km/h) erreichen. Sein Name leitete sich von der Blume Waratah ab, die das Symbol des australischen Bundesstaats New South Wales ist.
Das Schiff fuhr am 5. November 1908 in seiner Jungfernfahrt mit 756 Passagieren an Bord von London nach Australien. Die Fahrt verlief problemlos. Anschließend sollte die Waratah 1909 von Australien über Südafrika wieder nach London zurückfahren. Sie verließ Durban am 26. Juli 1909 mit 92 Passagieren, 119 Besatzungsangehörigen und über 10.000 Tonnen diverser Fracht. Ihr Kapitän, der 69-jährige Josiah Edward Ilbery, ein Veteran der Blue Anchor Line mit über 30 Jahren Erfahrung als Kapitän, hielt sie für ein seetüchtiges Schiff, vielleicht etwas topplastig und mit einem Hang zum „Schlingern und Steckenbleiben“. Einer der Zeugen für eine nicht korrekte Trimmung des Schiffes auf der Jungfernfahrt nach Australien ist ein Passagier, der spätere Nobelpreisträger William Henry Bragg. Die Berichte über die Instabilität des Schiffes sind allerdings widersprüchlich, wie sich in der offiziellen Untersuchung ergab. Eine leichte Topplastigkeit war damals bei Passagierschiffen wegen des langsameren Rollens nicht ungewöhnlich.
Die Waratah wurde am 27. Juli morgens um 9.30 Uhr bei im Laufe des Tages sich drastisch verschlechterndem Wetter mit Windgeschwindigkeiten um die 50 Knoten und Wellen bis 9 m Höhe von der Clan McIntyre gesehen. Bei schlechter Sicht wurde das Schiff nochmals am Abend von der Guelph gesichtet (allerdings konnte der 3. Offizier nur die Endbuchstaben TAH des Namens beim Austausch von Lichtsignalen erkennen) sowie möglicherweise von der Harlow. Diese sah einen Dampfer, der unter starker Rauchentwicklung 10 Seemeilen hinter der Harlow gegen die Wellen ankämpfte, und schließlich um 20 Uhr ein zweimaliges Aufblitzen nahe der Position des Schiffs, dessen Lichter danach nicht mehr zu sehen waren. Das Aufblitzen hielt der Kapitän der Harlow zunächst für Feuerstellen an der Küste und schenkte ihm keine weitere Aufmerksamkeit und trug auch nichts ins Logbuch ein. Bei seiner Ankunft auf den Philippinen sprach der Kapitän gegenüber einem Lloyd´s-Agenten allerdings von einer Explosion und hielt die Rauchentwicklung für Feuer.
Als die Waratah nach ihrer nur dreitägigen Überfahrt am 29. Juli 1909 nicht in Kapstadt eintraf, hielt es zunächst niemand für möglich, dass dieses moderne Schiff untergegangen sein könnte. Es hatte zwar ein Unwetter gegeben, aber andere Schiffe hatten die gleiche Route gemeistert. Wrackteile und Leichen wurden nicht gesichtet und auch keine Rettungsboote an Land getrieben. Man ging deshalb davon aus, dass die Waratah einen Maschinenschaden erlitten hatte und nun umherdriftete. Da der Schiffsfunk noch in den Kinderschuhen steckte und die Waratah auch nicht mit dieser modernen Technik ausgerüstet war, konnte sie nicht SOS funken, um ihre Notlage publik zu machen und Hilfe zu erbitten.
Am 31. Juli 1909 nahmen zwei Kreuzer der Royal Navy die Suche auf, kehrten aber zehn Tage später unverrichteter Dinge zurück. Die australische Regierung charterte einen Monat lang das Suchschiff Severn, das nach 4.345 Kilometern ebenfalls ohne Ergebnis aufgab. Der Dampfer Sabine suchte vom 11. September bis 7. Dezember 1909, legte in diesen 88 Tagen 22.500 Kilometer zurück und streifte sogar die Ausläufer der Antarktis. Als noch immer jedes Lebenszeichen fehlte, wurde die Waratah am 15. Dezember 1909 bei Lloyd’s schließlich als vermisst gemeldet.
Die Küste zwischen Durban und Kapstadt ist wegen ihres stürmischen, unvorhersehbaren Wetters bekannt. Die See ist rau, weil dort zwei Meeresströmungen aufeinandertreffen: Benguelastrom und Agulhasstrom. Wenn ein Südweststurm die Strömung am Nadelkap aufpeitscht, sind 18 Meter hohe Wellen durchaus keine Seltenheit. Am Küstenabschnitt zwischen Durban und Kapstadt sind viele Schiffe verlorengegangen oder beschädigt worden.

## Gerüchte und Falschmeldungen
Recht bald schossen Gerüchte und Falschmeldungen aus dem Boden. Sie reichten von in Australien angespülter Flaschenpost über angeblich von afrikanischen Stämmen nahe der Küste aufgezogene weiße Kinder bis hin zu Männern, die sich als Überlebende ausgaben und ihre Geschichte an die Presse verkaufen wollten. Außerdem gaben Hellseher vor, die Position des Wracks ausmachen zu können. In jedem Fall blieb bzw. bleibt die Waratah eines der ungelösten Rätsel der Schifffahrtsgeschichte. Ihr Schicksal ist bis zum heutigen Tag nicht geklärt. Es gilt als nahezu sicher, dass das Schiff bei schlechtem Wetter unterging. Ob die Ursache letztlich in mangelnder Stabilität, baulichen Mängeln oder einer sogenannten Monsterwelle liegt, wird wahrscheinlich nie geklärt werden.

## Offizielle Verlautbarung
Eine Kommission befand 1910/11 in London, die Waratah sei zwar seetüchtig gewesen, aber bei stürmischer See plötzlich gekentert und verschollen. Die Kommission empfahl weitere Untersuchungen zur Stabilität von Ozeanschiffen.

## Bildergalerie

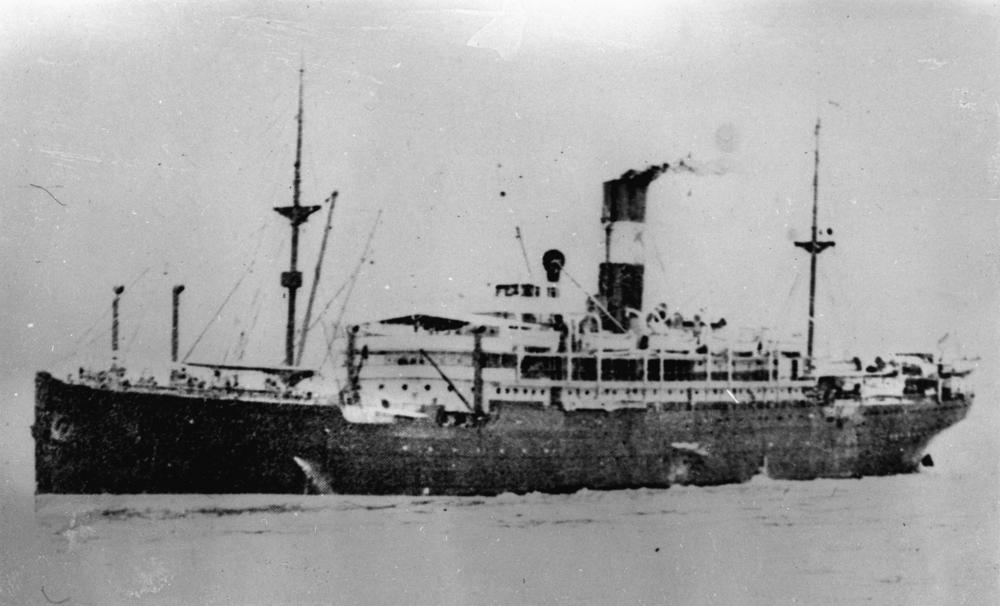
Waratah
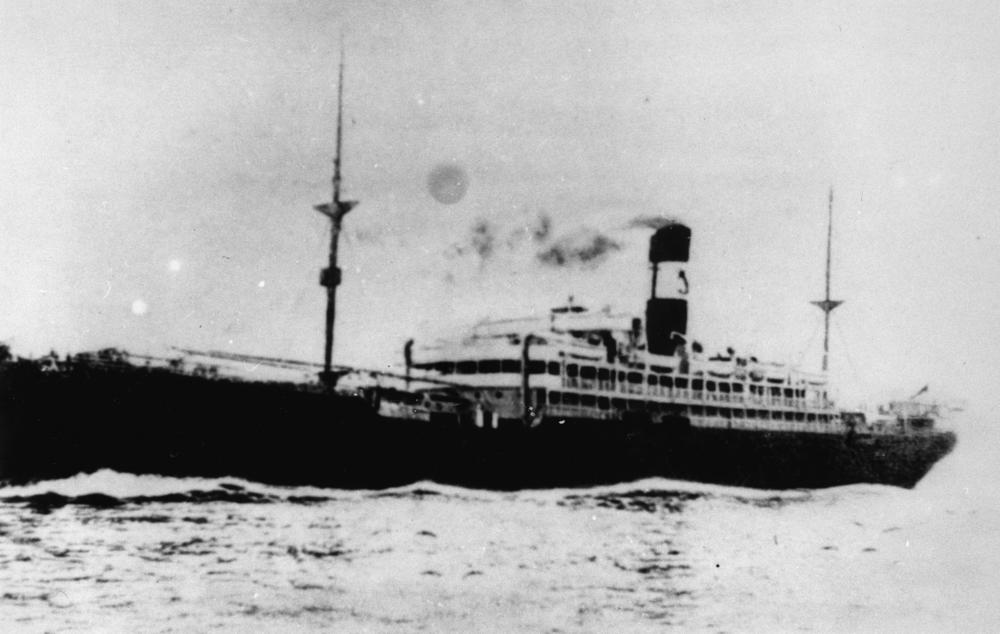
Waratah
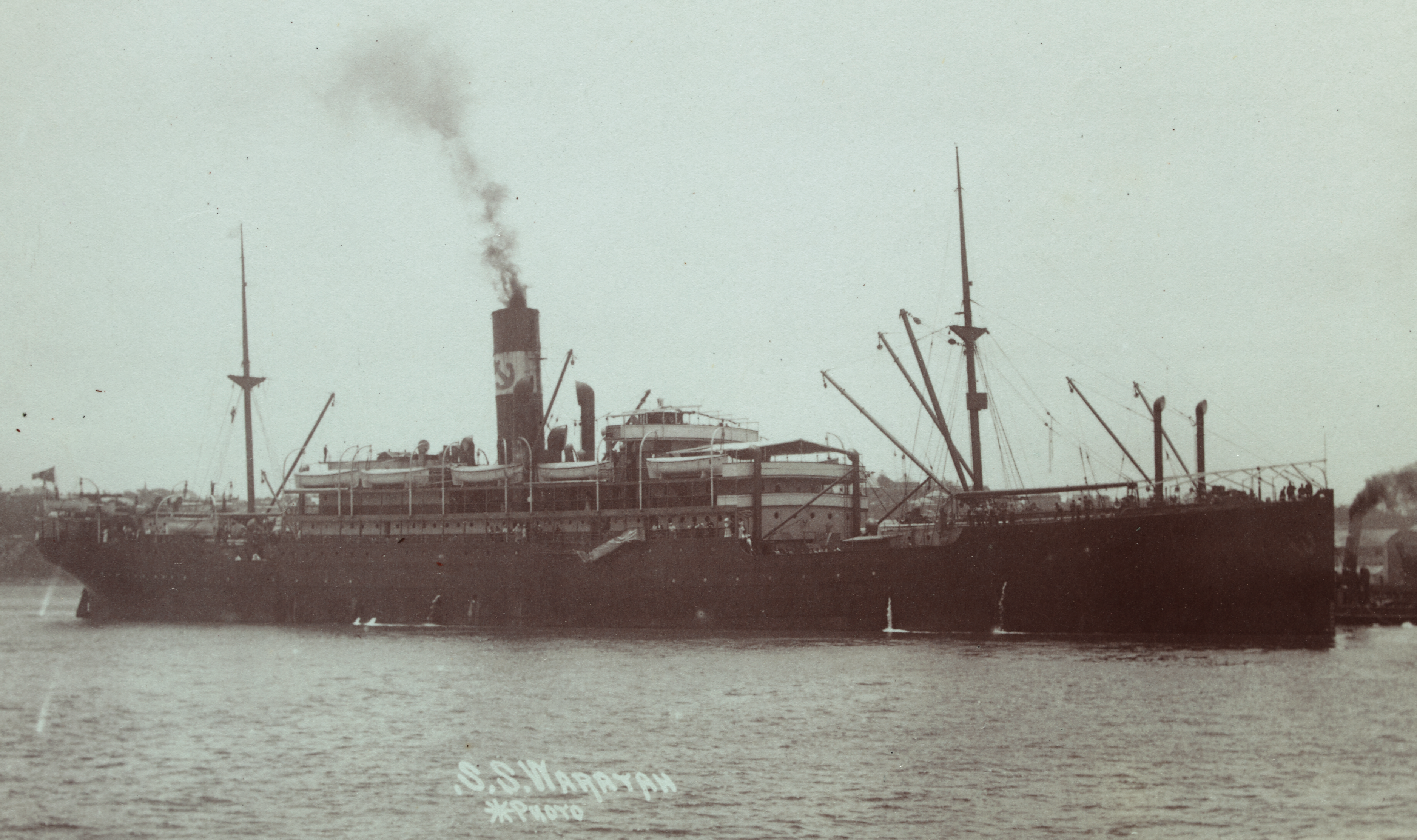
Die Waratah in Sydney
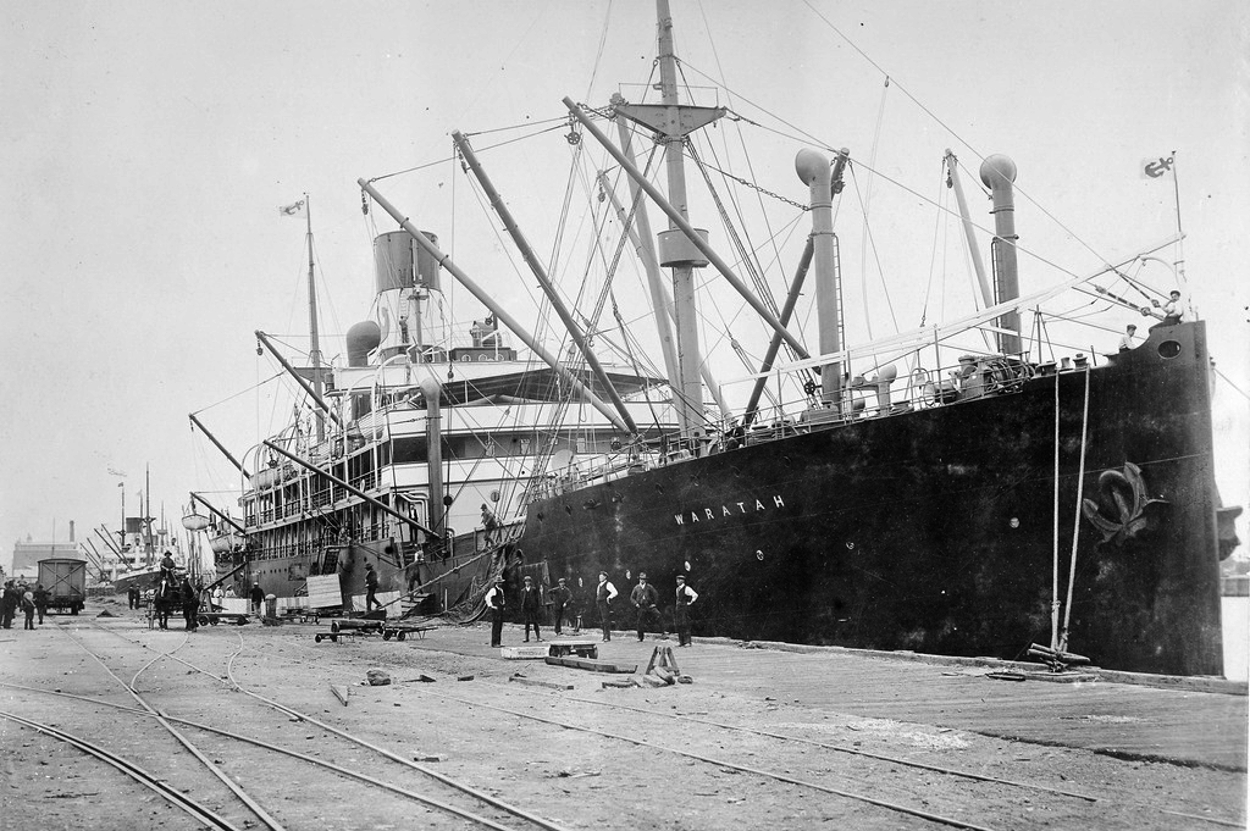
Die Waratah in Port Adelaide
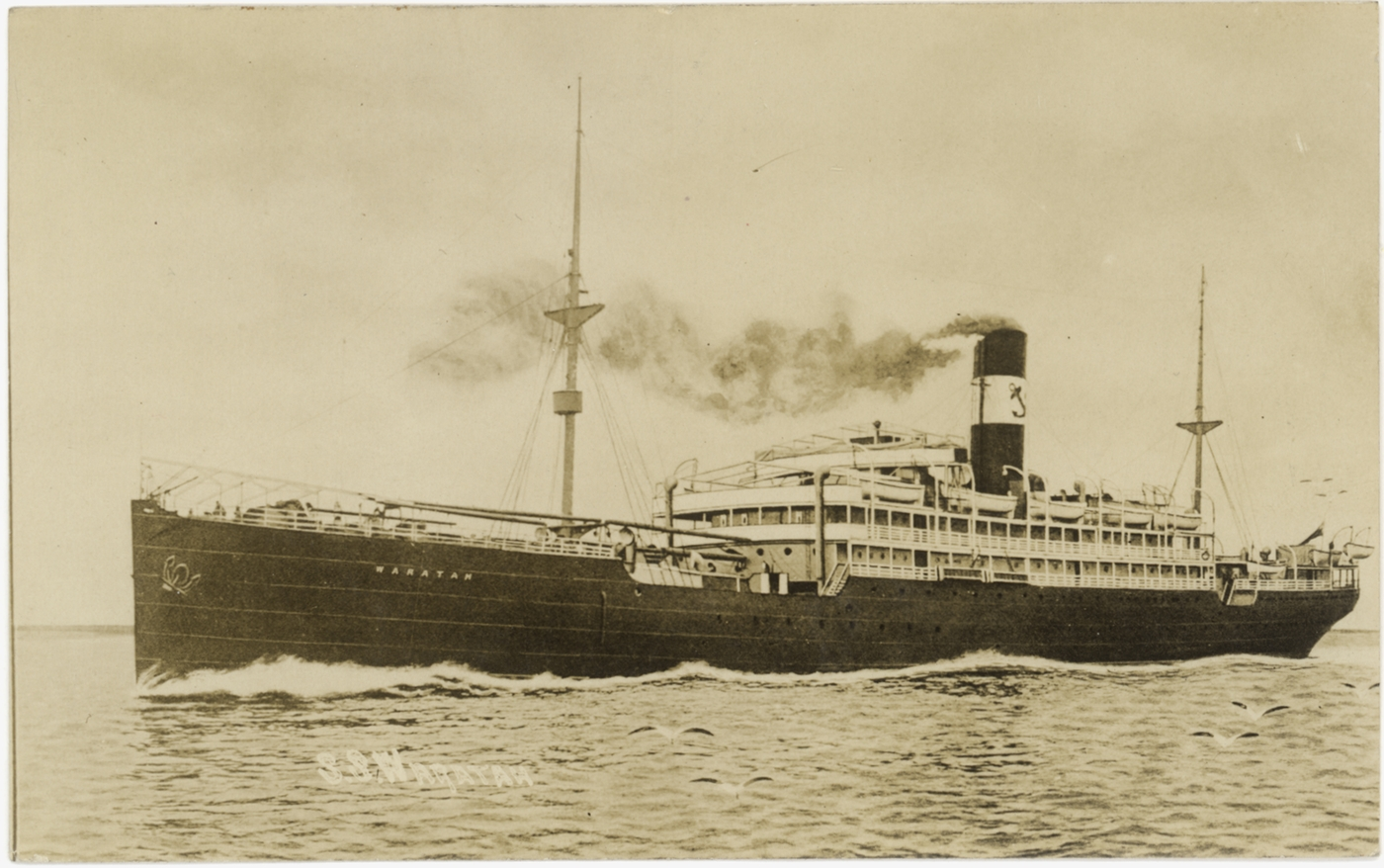
Waratah
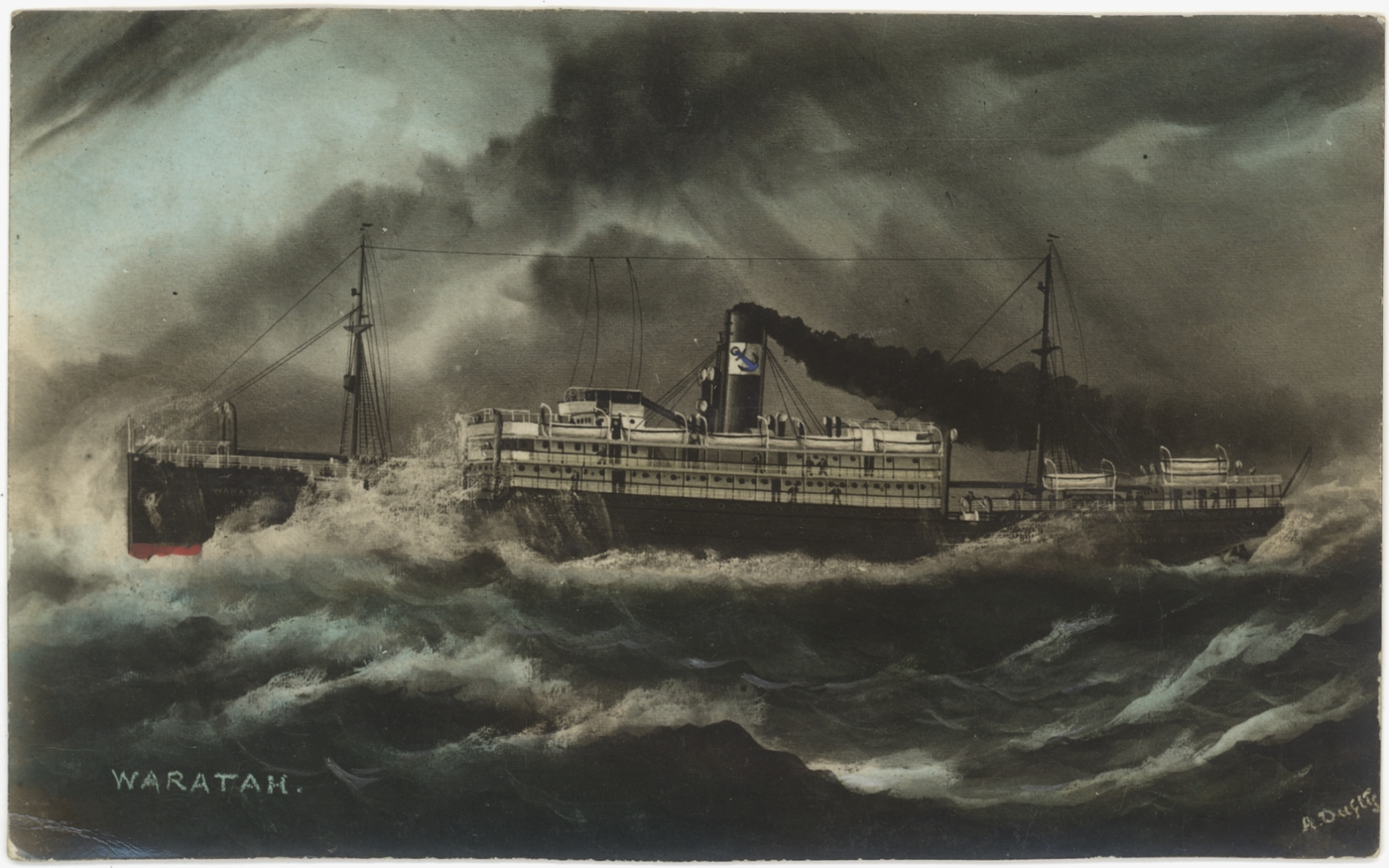
Waratah